# Альбертштадт

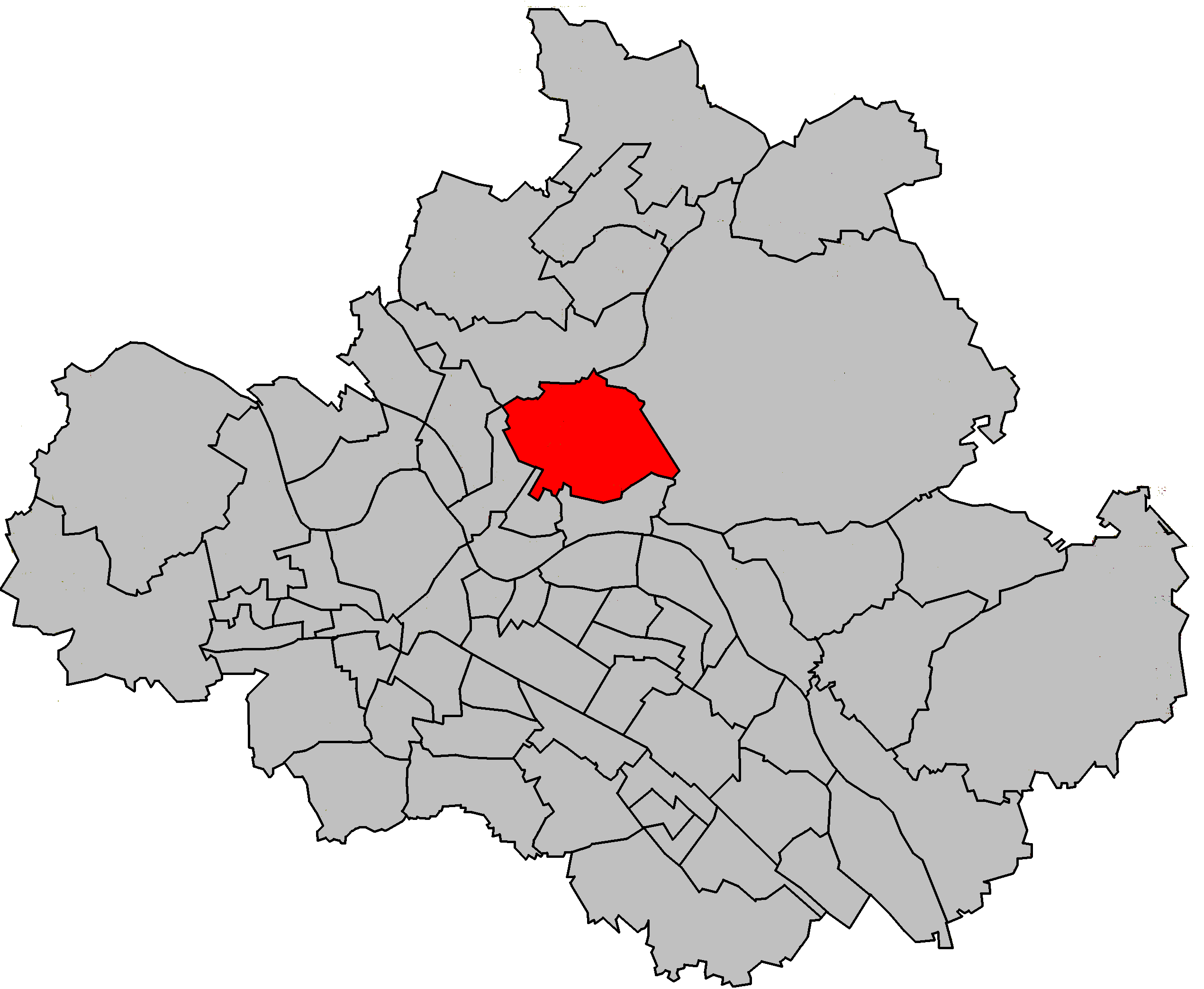

Альбертштадт (нем. Albertstadt) — городской район на севере саксонской столицы Дрездена, бывший некогда одним из крупнейших военных городков. В Альбертштадте находится бывшее военное кладбище, ныне Северное кладбище. Назван в честь Альберта, короля Саксонии во франко-прусской войне. Расположен рядом с районами Фридрихштадт и Антонштадт. Роль района в разные времена неоднократно менялась